# Konfucjanizm
Konfucjanizm (儒學, rúxué, lub 儒家, rújiā) – system filozoficzno-religijny zapoczątkowany w Chinach przez Konfucjusza (Kong Fuzi, Kongzi) w V wieku p.n.e., a następnie rozwinięty m.in. przez Mencjusza (konfucjanizm idealistyczny) i Xunzi (konfucjanizm realistyczny) w III wieku p.n.e. Konfucjanizm głosi, że zbudowanie idealnego społeczeństwa i osiągnięcie pokoju na świecie jest możliwe pod warunkiem przestrzegania obowiązków wynikających z hierarchii społecznej oraz zachowywania tradycji, czystości, ładu i porządku.
Dokładne określenie, czy konfucjanizm jest religią, czy filozofią jest trudne. Według europejskich kryteriów jest to mieszanka pojęć religijnych, społecznych, ekonomicznych, etycznych i obyczajowych tworzących spójny, choć nie do końca zdefiniowany światopogląd.
Konfucjanizm rozpowszechnił się w Chinach i Korei (początek I w. n.e.), a także w Wietnamie i Japonii, stając się dominującą doktryną państwowo-religijną tych krajów, kształtującą ich politykę i obyczaje do czasów współczesnych. Jego złożoność powodowała, że w pełnej formie był on wyznawany tylko przez ludzi wykształconych, w tym urzędników państwowych zwanych mandarynami oraz dwór cesarski. Osoby znające dobrze tradycję, rytuał i podstawy filozoficzne konfucjanizmu nazywały siebie junzi (chiń. syn władcy), co oznacza „człowiek wyższego stanu”, „człowiek szlachetny”. Dla pozostałych ludzi konfucjanizm sprowadzał się do stosunkowo prostych reguł postępowania, odmiennych dla różnych ludzi zależnie od ich miejsca w hierarchii społecznej. Niemniej istnieje też rodzaj „dekalogu”, który jest wspólny wszystkim wyznawcom konfucjanizmu znany jako pięć powinności.
Duch konfucjanizmu jest w wielu krajach Dalekiego Wschodu wciąż żywy i głęboko zakodowany w świadomości wielu ludzi, spełniając podobną rolę kulturową jak „podstawowe wartości chrześcijańskie” w krajach Zachodu.

## Podstawowe pojęcia konfucjanizmu
Konfucjanizm wywodzi się w niemal prostej linii ze starych wierzeń chińskich, w których kluczową rolę odgrywał kult przodków. W wierzeniach tych przyjmowano zasadę, że mężczyźni, którzy przeszli przez życie w godny sposób (czyli założyli i utrzymali liczną i dobrze prosperującą rodzinę) tworzą po śmierci rodzaj grupowego ducha, który kieruje losem późniejszych pokoleń.

### Niebo
Koncepcja wspólnego ducha przodków została w konfucjanizmie przeniesiona na wyższy stopień abstrakcji. W konfucjanizmie przyjęto, że wszyscy „godni” przodkowie, ze wszystkich wcześniejszych pokoleń łączą się w jeden, bezosobowy byt absolutny sterujący losami świata, który oznaczano w tekstach tym samym znakiem co słowo „niebo”. Niebo (天, Tian) jest kluczowym pojęciem w konfucjanizmie, choć nie jest ono dokładnie zdefiniowane.

### Niebiański porządek, niebiański spokój
Sterowanie losami świata przez niebo nie odbywa się jednak bezpośrednio, tak jak to ma miejsce w przypadku koncepcji chrześcijańskiego Boga, lecz poprzez rodzaj życzliwej propozycji – rodzaju idealnego planu dla świata, którego pełne wykonanie zapewniłoby stworzenie doskonałych relacji między wszystkimi stworzeniami. Stan taki określa się jako tzw. niebiański spokój. Osiągnięcie tego stanu zależy jednak od dobrej woli i działań ludzi aktualnie żyjących na świecie i niebo nie ma żadnej bezpośredniej mocy, którą by mogło narzucić ludziom ów stan. Postępowanie przybliżające do tego stanu jest w systemie etycznym konfucjanizmu równoznaczne z postępowaniem dobrym, zaś oddalające od tego stanu postępowaniem złym.

### Rytuał i obyczaje
W tej sytuacji zadaniem mądrych i godnych ludzi jest więc w pierwszej kolejności rozpoznanie planu nieba – czyli nauczenie się co jest zgodne, a co nie jest z niebiańskim porządkiem. Jest to podstawowa wiedza, bez której nie można w żaden sposób osiągnąć stanu niebiańskiego spokoju. Wiedza ta nie jest nikomu dana automatycznie i można ją posiąść wyłącznie poprzez obserwację skutków działań swoich i innych ludzi, przy czym przyjmuje się tutaj, że dowodem na działanie zgodne z niebiańskim porządkiem, jest fakt, że w długiej perspektywie czasowej owo działanie przyniosło pozytywny skutek. Szczególne znaczenie ma tu zwłaszcza studiowanie efektów działań wcześniejszych pokoleń, aby uniknąć powielania ich błędów, a za to powtarzać jak najczęściej działania, które przyniosły pozytywne skutki.
Im więcej tego rodzaju wiedzy się zgromadzi i im bardziej będzie ona szczegółowa, tym większa szansa osiągnięcia niebiańskiego spokoju przez aktualnie żyjące pokolenie ludzi. Raz ustalona zgodność danego działania z niebiańskim porządkiem staje się swojego rodzaju świętością, którą należy w przyszłości jak najdokładniej powielać. Stąd tradycja w konfucjanizmie ma tendencje do przeradzania się w sztywny rytuał.
Podejście konfucjanizmu do tak rozumianej tradycji bywa szokująco szczegółowe dla ludzi Zachodu. Obejmuje ono nie tylko podstawowe zasady etyczne czy wiedzę socjotechniczną, ale także określa możliwie jak najbardziej precyzyjnie jak należy się zachowywać w danej sytuacji – łącznie z określonymi gestami, sposobem ubioru, a nawet mimiką. Przypomina to trochę rodzaj sztywnej dworskiej etykiety, tylko obejmującej całe społeczeństwo. Im bardziej precyzyjna i im bardziej wszechobejmująca etykieta, tym bardziej zbliżamy się do stanu niebiańskiego spokoju.
Te zbiory precyzyjnych norm zachowań stanowią w konfucjanizmie najbardziej istotną część wiedzy praktycznej, wobec której zwykła wiedza techniczna czy ekonomiczna ma znaczenie drugorzędne.

### Cnota, lojalność i humanizm
Do postępowania zgodnego z niebiańskim porządkiem jest jednak potrzebna nie tylko jak najbardziej dogłębna jego znajomość, lecz także silna wola, aby postępować zgodnie ze swoją wiedzą niezależnie od okoliczności. Taka niezłomna wola jest podstawową cnotą konfucjańską i przyjmuje się, że podstawowym celem wychowania w rodzinie jest właśnie zaszczepienie tej woli ludziom. Konfucjusz przyjmował, że nawet jeśli rodzice posiadają tylko szczątkową wiedzę na temat niebiańskiego planu – zawsze mogą zaszczepić przynajmniej ogólną cnotę swoim dzieciom, poprzez nauczenie dobrowolnego podporządkowania się ich nakazom i to, paradoksalnie, nawet wtedy, gdy te nakazy nie są do końca zgodne z niebiańskim porządkiem. Ten rodzaj myślenia – podporządkowywanie się autorytetowi w celu kultywowania cnoty – nawet wtedy, gdy być może nie ma on racji – jest bardzo charakterystyczne dla całego systemu etycznego konfucjanizmu. Z drugiej strony cnota konfucjańska w przypadku osób mających władzę i autorytet wyraża się w pojęciu, które tłumaczy się często jako „humanizm”. Humanizm władcy to umiejętność ograniczania swojej władzy, tak aby jego decyzje nie krzywdziły poddanych jego władzy osób.

## Koncepcja organicznego państwa
Z tego rodzaju koncepcji wywodzi się zaproponowana przez Konfucjusza struktura idealnego państwa, w pełni zgodnego w jego mniemaniu z niebiańskim porządkiem. Jakkolwiek na przestrzeni dziejów koncepcja ta ewoluowała, jej podstawowe zręby są do dzisiaj obecne w sposobie myślenia np. współczesnych chińskich komunistów.
Wyraźnym przejawem takiego rozumienia funkcji państwa są relacje pomiędzy władzą a podmiotami gospodarczymi w wielu krajach Azji Wschodniej, także tych o kapitalistycznym ustroju. Administracja kieruje do takich podmiotów prośby, których niewykonanie nie grozi żadnymi sankcjami. Jednak przedsiębiorcy dostosowują się do wytycznych władzy nie chcąc utracić twarzy i zdając sobie sprawę z tego, że odmową naraziliby się na brak życzliwości i utrudnienia ze strony administracji.

### Rodzina jako podstawa
Za podstawę struktury idealnego państwa Konfucjusz uważał tradycyjną chińską rodzinę – składającą się z głowy rodu i następnie hierarchicznie podporządkowanych mu potomków. W rodzinie takiej głowa rodu ma absolutną władzę, ale jednocześnie powinna to też być osoba kierująca się zawsze cnotą i posiadająca jak największą wiedzę na temat tej części niebiańskiego porządku, jaka dotyczy jego rodziny. Członkowie rodziny powinni się podporządkowywać woli jej głowy, nawet jeśli sądzą, że ona błądzi i niewłaściwie interpretuje zasady niebiańskiego porządku. Nawet, gdy rzeczywiście tak jest – brak podporządkowania się i tak będzie sprzeczny z niebiańskim porządkiem, gdyż porządek ten wymaga zawsze podporządkowywania się autorytetowi. Oczywiste jest jednak, że głowa rodziny posiadająca cnotę i wiedzę będzie zawsze tak postępowała, aby stosunki wewnątrz rodziny rozwijały się możliwie jak najbardziej harmonijnie ku ogólnemu dobru wszystkich jej członków, czyli kierowała się zasadą humanizmu. W przypadku gdy tak nie jest – rodzina się wcześniej czy później rozpadnie, a po jakimś czasie powstanie nowa – na czele której będzie stał ktoś cnotliwy.

### Struktury państwa niekolidujące z interesem rodziny
Struktury państwa powinny być skonstruowane na takich samych zasadach jak rodzina – a zatem na czele takiego państwa powinna stać światła i cnotliwa osoba. Taka osoba powinna mieć absolutną władzę, ale jej wiedza o niebiańskim porządku i cnota powinny gwarantować, że władza ta nie zostanie nadużyta. Wszystkie rodziny mają obowiązek podporządkowywać się tej władzy – ponownie nawet wtedy, gdy się z nią nie zgadzają, gdyż ew. bunt – ewidentnie sprzeczny z zasadami niebiańskiego porządku i tak nie przybliży ich do stanu niebiańskiego spokoju, pogłębiając tylko chaos powodowany złymi rządami. Z drugiej jednak strony – władca, który nie ma cnoty i wiedzy – jeśli stworzy takie struktury państwa, które gwałcą i ignorują potrzeby większości rodzin, doprowadzi wcześniej czy później swoje państwo do upadku. Stąd dobrze zorganizowane państwo, spełniające zasady niebiańskiego porządku można poznać po tym, że nie zmusza ono głów rodzin do podejmowania działań stojących w ostrym konflikcie z interesem tych rodzin. Tak więc – obowiązkiem rodzin jest pełne posłuszeństwo, ale obowiązkiem dobrego władcy jest takie urządzenie państwa, w którym rodziny nie są zmuszane do działań stojących w sprzeczności z ich interesem.

### Rytuał
Rytuał, który w całym systemie konfucjańskim odgrywa tak istotną rolę, zyskuje szczególnie duże znaczenie w rządzeniu państwem. Nauczanie i jak najwierniejsze kultywowanie rytuału jest według tego systemu najbardziej efektywnym sposobem rządzenia. Rytuał ten powinien być szczególnie kultywowany na dworze władcy, który stanowi wzorzec właściwej organizacji dla wszystkich poddanych. Z drugiej strony wciągnięcie w rytuał jak największej rzeszy ludzi daje im poczucie przynależności do państwa i satysfakcję z zajmowania w nim ściśle określonego miejsca.
Dla państw konfucjańskich charakterystyczne było budowanie specjalnych pałaców paradnych, które nie posiadały ścian i stały na podwyższeniu w centralnym punkcie ogromnych placów, na którym jak najczęściej odbywano specjalne ceremonie, w których każdy szczegół – od stroju władcy po miejsce gdzie powinna stać sprzątaczka były możliwie jak najściślej ustalone i niezmienne, tworząc rodzaj skomplikowanej liturgii, tworzącej choć na chwilę niebiański spokój na ziemi. Największym tego rodzaju miejscem na świecie – mogącym pomieścić naraz ok. miliona osób jest słynny Plac Niebiańskiego Spokoju (Tian’anmen) w Pekinie.
Ideałem konfucjańskim było stworzenie takiego państwa, w którym rządziłby sam, czysty rytuał, działający zupełnie samorzutnie i nie wymagający już zupełnie „ręcznych” ingerencji władcy. W praktyce jednak takie podejście do rządzenia państwem powodowało, że władca był wcześniej czy później pozbawiany realnej władzy, którą faktycznie przejmowała grupa konserwatywnie nastawionych urzędników państwowych stojących formalnie na straży przestrzegania rytuału, a w rzeczywistości wykorzystujących ją do osiągania własnych, osobistych celów.
Państwowy rytuał konfucjański, mimo że bywał sprawnym narzędziem władzy, stanowił też poważną przeszkodę w dokonywaniu jakichkolwiek zmian struktury społecznej, co w rezultacie doprowadzało, na skutek niemożności adaptowania się do zmian zachodzących w zewnętrznym świecie, do stopniowego upadku kolejnych „edycji” tych państw.

### Niechęć do działań zbrojnych
W niemal wszystkich państwach zorganizowanych na ideach konfucjańskich stale występowała niechęć do działań zbrojnych. Działania te, z natury rzeczy są bowiem zalążkiem chaosu i jako takie zawsze burzą niebiański spokój. We wszystkich państwach konfucjańskich uważano więc, że sprawy związane z wojskowością stanowią zło konieczne. Żołnierze w tych krajach stanowili zawsze najniższą grupę społeczną, zaś kierowanie do służby wojskowej było traktowane jak wielkie nieszczęście. Większość elit urzędniczych trzymała się od spraw wojskowości z dala, zaś wyznaczenie wyższego urzędnika na dowódcę wojsk było traktowane jak rodzaj kary.
Państwa konfucjańskie starały się zastępować jak najczęściej działania zbrojne działaniami dyplomatycznymi – starając się albo zjednać sobie wrogów, albo ich ze sobą skłócić. Z działań zbrojnych z kolei preferowano budowanie i bronienie fortyfikacji oraz wystawianie olbrzymich, ale słabo uzbrojonych i wyszkolonych armii obronnych, które same nie były zdolne do kontrataku i zwykle stawały się bezbronne w obliczu najeźdźców, zwłaszcza gdy ci stosowali nowe, nieznane wcześniej uzbrojenie i techniki walki.

## Przedstawiciele konfucjanizmu i ich dzieła

### Klasyczne teksty źródłowe szkoły konfucjańskiej – „Pięcioksiąg konfucjański”
- „Księga przemian” („Yijing”)
- „Księga pieśni” („Shijing”)
- „Księga dokumentów” („Shu”)
- „Księga obyczajów” („Li”)
- „Kronika Wiosen i Jesieni” („Chunqiu”) – kronika państwa Lu z lat 722 do 479 r. p.n.e.
- Istniała także „Księga muzyki” („Yue”), ale nie zachowała się jako oddzielne dzieło.

Konfucjusz (551–479 p.n.e.)
- „Dialogi konfucjańskie” (Lunyu)

Pierwsi uczniowie
- Zengzi – najstarszy uczeń Konfucjusza, domniemany autor „Daxue” („Wielkiej nauki”)
- Zi Si (zm. ok. 402 p.n.e.) – wnuk Konfucjusza, domniemany autor „Zhongyong” („Doktryny środka”)

Mencjusz (ok. 372 p.n.e. – ok. 289 p.n.e.) – odłam idealistyczny
- „Mistrz Meng” (Mengzi)

Gaozi – odłam neutralistyczny – znany z debaty z Mencjuszem
Xunzi (ok. 298 p.n.e. – ok. 238 p.n.e.) – odłam realistyczny
- „Mistrz Xun” (Xunzi)

### Klasyczne teksty nie zaliczane do „Pięcioksięgu”
- Zuozhuan – Przekazy Zuo – kronika/komentarz do Chunqiu
- Zhou Li – Obyczaje Zhou – traktat przedstawiający idealne rządy dynastii Zhou
- Yili – Etykieta i rytuały – traktat o rytuałach uzupełniający Liji i Zhou Li

### Konfucjanizm oficjalną ideologią państwową Chin (i państw powstałych na ich terenie) 136 p.n.e.
„Sześcioksiąg” urzędową nauką państwową.
- Ban Zhao (48–116) – historyk i uczona konfucjańska
  - Pouczenia dla kobiet

Szkoła nowych tekstów
- Gongsun Hong (200–121 p.n.e.)
- Dong Zhongshu (179–104 p.n.e.) – teoretyk cesarstwa Han
  - „Obfita rosa z Kronik wiosen i jesieni” (Chunqiu fanlu)

Szkoła starych tekstów
- Yang Xiong (53 p.n.e. – 18 n.e.)
  - „Najwyższa tajemnica”
  - „Wzorcowe powiedzenia”
- Liu Xiang (79–8 p.n.e.) i jego syn:
- Liu Xin (46 p.n.e. – 23 n.e.) – pierwsze bibliografie tekstów i klasyfikacje szkół filozoficznych
- Huan Tan (zm. 56 n.e.)

Krytycyzm – w zasadzie prąd mało konfucjański
- Wang Chong (27 n.e. – 100 n.e.)
  - „Rozprawy krytyczne”

### Neokonfucjanizm
Neokonfucjaniści uważali za doskonałe teksty „Czteroksięgu” (Sishu):
- „Lunyu”
- „Mengzi”
- „Daxue” („Wielką naukę”) – w zasadzie rozdział z Liji
- „Zhongyong” („Doktrynę środka”) – w zasadzie rozdział z Liji

Proto-neokonfucjaniści – teoretycy Drogi:
- Han Yu (768–824)
  - „O pochodzeniu Drogi” (Daoyuan)
  - „O naturze Drogi”
- Li Ao (zm. ok. 844)
  - „O przywróceniu natury”

Pięciu mędrców neokonfucjańskich z XI wieku – Kosmologowie:
- Shao Yong (Mistrz z Baiquan) (1011–1077)
- Zhou Dunyi (Mistrz z Lianxi) (1017–1073)
  - „Objaśnienie diagramu najwyższego kresu” (Taijitu shuo)
- Zhang Zai (Mistrz z Hengqu) (1020–1077)
  - „Dzieła zebrane Mistrza Zhanga”
  - „Poprawianie młodocianej ignorancji”, a zwłaszcza jeden jej rozdział:
    - „Zachodnia inskrypcja” (Ximing)
- Cheng Hao (1032–1085) oraz jego młodszy brat:
- Cheng Yi (1033–1108)
  - „Dzieła zebrane obu Changów”

Rewizjoniści
- Chen Liang (1143–1194)

Szkoła badania zasad (lixue) (nazwana przez tłumacza dzieł Feng Youlana, Derka Bodde’a: szkołą idei platońskich) – nawiązująca do interpretacji Chenga Yi:
- Zhu Xi (1130–1200)
- Luo Qin (1465–1547)
- Chen Jian (1497–1567)
- Lu Shiyi (1611–1672)
- Chen Que (1604–1677)

Szkoła badania umysłu (lub: ... serca) (xinxue) – nawiązująca do interpretacji Chenga Hao:
- Lu Jiuyuan zwany Lu Xiangshan (1139–1193)
- Yang Jian (1140–1226)
- Chen Xianzhang (1428–1500)
- Zhan Ruoshui (1466–1560)
- Wang Shouren zwany Wang Yangming (1472–1529)
  - „Zapisane pouczenia”
- Wang Gen (1483–1540)
- Wang Ji (1498–1583)
- Yan Jun (XVI wiek)
- Huang Zongxi (1610–1695)
- Wang Fuzhi (1619–1692)

Szkoła „jednego neokonfucjanizmu”
- Liu Zongzhou (1578–1645)
- Yan Yuan (1635–1704)
- Li Gong (1659–1746)

Szkoła badania [tekstów z czasów] Hanów (hanxue)
- Dai Zhen (1724–1777)

Konfucjaniści przełomu XIX i XX wieku (szkoła nowych tekstów)
- Kang Youwei (1858–1927)
- Tan Sitong (1865–1898)
- Liao Ping (1852–1932)

Neo-neokonfucjaniści
- Liang Qichao (1873–1929)
- Liang Shuming (1893–1988)
- Feng Youlan (1895–1990)
- Xiong Shili (1885–1968)

Post-neokonfucjaniści (XX – XXI wiek)
- Tu Wei-ming(inne języki)

### Konfucjanizm poza Chinami
Neokonfucjaniści wietnamscy – zob. też Filozofia wietnamska
- Chu Văn An (ok. 1292–1370)
- Lê Quý Đôn (1726–1784)

Konfucjaniści koreańscy – zob. też Filozofia koreańska
- Seo Gyeong-deok zw. Hwadam (1489–1546)
- Yi Hwang zw. Toegye (1501–1570)
- Gi Dae-seung zw. Gobong (1527–1572)
- Seong Hon zw. Ugye (1535–1598)
- Yi I zw. Yulgok (1536–1584)
- Han Won-jin (1682–1751)

Konfucjaniści japońscy – zob. też Filozofia japońska
- Fujiwara Seika (1561–1619)
- Hayashi Razan (1583–1657)
- Nakae Tōju (1608–1648)
- Yamazaki Ansai (1618–1682)
- Yamaga Sokō (1622–1685)
- Itō Jinsai (1627–1705)
- Kaibara Ekken (1630–1713)
- Ogyū Sorai (1666–1728)

Konfucjaniści z Bostonu (Amerykanie)
- Tu Wei-ming